# Adenanthos eyrei
Adenanthos eyrei är en tvåhjärtbladig växtart som beskrevs av Ernest Charles Nelson. Adenanthos eyrei ingår i släktet Adenanthos och familjen Proteaceae. Inga underarter finns listade i Catalogue of Life.